# Naomasa Yamasaki
Pour les articles homonymes, voir Yamasaki.
Naomasa Yamasaki (山崎 直方, Yamasaki Naomasa), né le 10 mars 1870 et décédé le 26 juillet 1929 est un géographe japonais considéré comme le père de la géographie japonaise moderne. 
Il est professeur à l'université impériale de Tokyo de 1911 à 1929 dont il crée le département de géographie et fonde l'« Association des géographes japonais », principale société académique de géographie au Japon.

## Œuvres

### Ouvrages
- 地理学教科書 (Chirigaku Kyokasyo) 1900
- 大日本地誌 (Dainihon Chishi) 1903-1915
- 我が南洋 (Waga nanyo) 1916

### Articles
- 氷河果して本邦に存在せざりしか (Hyoga shtashite hompo ni sonzaisezarishika) 1902